# Wa (Japón)

Sinograma de Wa, formado por el radical de "persona" (a la izquierda) y el elemento fonético "Wa" a la derecha (que se representa por una planta de arroz en la parte superior y una mujer en la parte inferior).

Wa (倭?) es un nombre antiguo de Japón usado por algunas dinastías chinas. El primer registro escrito que se refiere a Japón (que entonces se encontraba en el período Yayoi, 300 a. C.-250 d. C.) figura como Wa: en el Wei Zhi (魏志) de San Guo Zhi. Los propios japoneses se llamaron a sí mismos o a su país Wa hasta finales del siglo VII.

## Etimología
El carácter 倭 (pronunciación en antiguo chino: Uar; en chino medio: Ua; en chino moderno: Wō; pronunciación en japonés: Wa; en coreano: Wae) también significa "enano". El carácter está relacionado con el carácter estándar para "bajo" (矮, como en 矮人), que se escribe con un radical diferente (una "flecha" en lugar de una "persona", con el mismo elemento fonético "Wei"). No se sabe con certeza si el carácter Wo se refería en principio a los japoneses como pueblo, o si ya existía como palabra con el significado de "enano", y se tomó para referirse a los japoneses. En cualquier caso, en la antigua China y en Corea, existía el tópico de los japoneses como un pueblo de poca estatura, un estereotipo que sólo desaparecería en el siglo XX [cita requerida].